# Kahawaia truttae
Kahawaia truttae är en plattmaskart som först beskrevs av Dillon och Hargis 1965.  Kahawaia truttae ingår i släktet Kahawaia och familjen Microcotylidae. Inga underarter finns listade i Catalogue of Life.